# Burmoniscus variegata
Burmoniscus variegata är en kräftdjursart som först beskrevs av Dollfus 1893.  Burmoniscus variegata ingår i släktet Burmoniscus och familjen Philosciidae. Inga underarter finns listade i Catalogue of Life.